# Religião da natureza

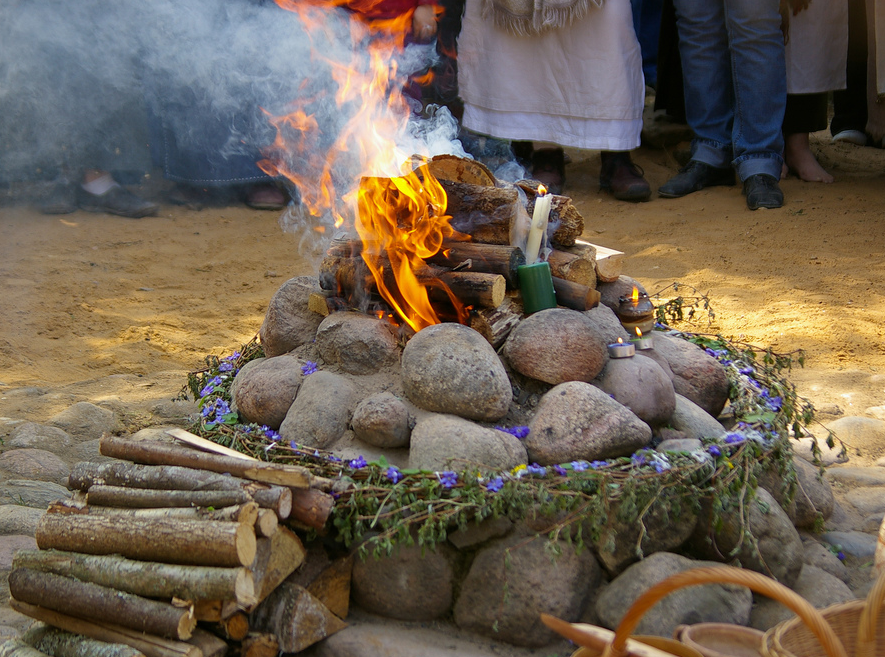
Uma aukuras, um tipo de altar de fogo encontrado na Romuva, uma moderna religião pagã lituana caracterizada como uma "religião da natureza".

Uma religião da natureza é um movimento religioso que acredita que a natureza e o mundo natural são uma personificação da divindade, sacralidade ou poder espiritual. Religiões da natureza incluem religiões indígenas praticadas em várias partes do mundo por culturas que consideram o ambiente imbuído com espíritos e outras entidades sagradas. Também inclui religiões pagãs modernas, as quais estão principalmente concentradas na Europa e América do Norte.
O termo "religião da natureza" foi cunhado pela primeira vez pela estudiosa americana de ciência da religião Catherine Albanese, que o usou em sua obra Nature Religion in America: From the Algonkian Indians to the New Age (1991), e mais tarde ela passou a usá-lo em outros estudos. Depois que Albanese desenvolveu o termo, ele foi usado por outros acadêmicos que trabalhavam na disciplina.

## Definição
Catherine Albanese descreveu a religião da natureza como "um centro simbólico e o conjunto de crenças, comportamentos e valores que a rodeiam", considerando-a útil para iluminar aspectos da história que raramente são vistos como religiosos. Em um artigo seu sobre o assunto, o estudioso canadense de ciência da religião Peter Beyer descreveu a "religião da natureza" como uma "abstração analítica útil" para se referir a "qualquer crença ou prática religiosa na qual os devotos consideram a natureza como a personificação da divindade, sacralidade, transcendência, poder espiritual, ou qualquer termo cognato que se deseja usar". Ele prosseguiu notando que, desta forma, a religião da natureza não era uma "tradição religiosa identificável" tais como são o Budismo ou o Cristianismo, mas que, em vez disso, cobre "uma gama de movimentos religiosos e quase religiosos, grupos e redes sociais cujos participantes podem ou podem não se identificar com uma das muitas religiões construídas da sociedade global que se referem a muitas outras religiões da natureza".

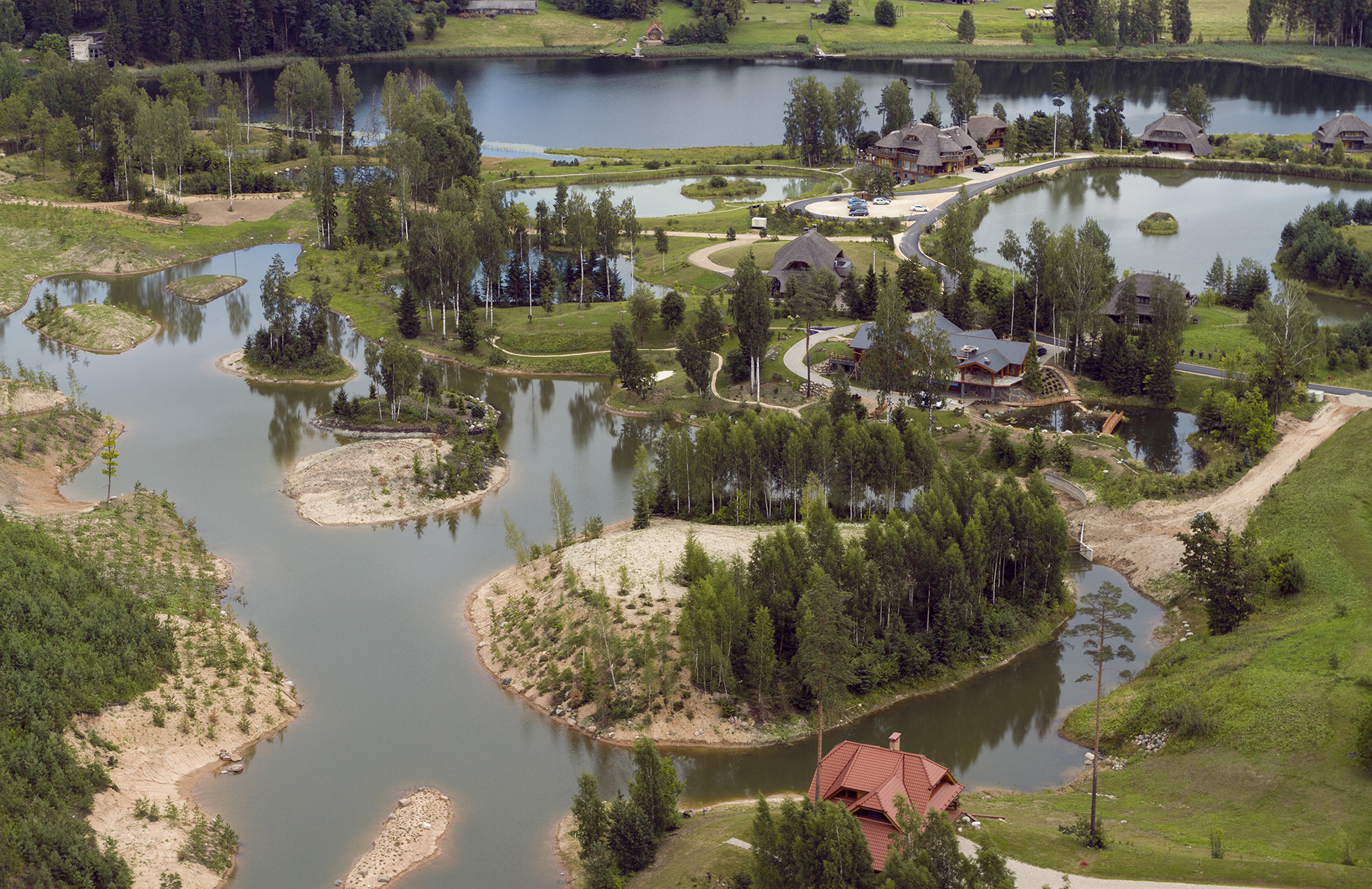
Amatciems, um assentamento do Anastasianismo dos Cedros Tocantes na Paróquia de Drabeši, Letônia. O Anastasianismo é um movimento pagão moderno de origem russa que sacraliza a natividade ambiental e humana (Rod) e, portanto, é considerado uma "religião da natureza".

"[I]ncluídos sob o título de religião da natureza estariam a bruxaria moderna/Wicca e Neopaganismo, várias tradições espirituais aborígenes revitalizadas, movimentos que se apropriam de aspectos da espiritualidade aborígene, mas consistem principalmente de não aborígenes, grupos neoxamanistas, várias porções de movimentos ambientais, alguns movimentos feministas, certos movimentos da 'Nova Era' e movimentos dentro de religiões tradicionais, como a espiritualidade da criação cristã. Esta lista pode variar um pouco e eu certamente não quero sugerir que tal classificação seja uma questão inequívoca."

Peter Beyer, 1998.

### Características comuns
Peter Beyer notou a existência de uma série de características comuns que ele acreditava serem compartilhadas por diferentes religiões da natureza. Ele observou que, embora "seja preciso ter cuidado para não generalizar demais", ele suspeitou que havia uma série de características que "ocorrem com frequência suficiente" nas religiões da natureza conhecidas por estudos acadêmicos para constituir um padrão.
A primeira dessas características comuns foi a "resistência comparativa da religião da natureza à institucionalização e legitimação em termos de autoridades e organizações sociorreligiosas identificáveis", o que significa que os religiosos da natureza raramente transformavam suas crenças religiosas em estruturas sociopolíticas grandes e visíveis, como igrejas. Além disso, Beyer notou que, os religiosos da natureza muitas vezes mantinham uma "desconfiança concomitante e até evitavam o poder de orientação política". Em vez disso, ele sentiu que entre as comunidades religiosas da natureza, havia "uma valorização da comunidade como não hierárquica" e um "otimismo condicional em relação à capacidade humana e ao futuro".
Na esfera do ambiente, Beyer notou que os religiosos da natureza defendiam uma "concepção holística da realidade" e "uma valorização do lugar físico como aspectos vitais de suas espiritualidades". Da mesma forma, Beyer notou o individualismo que era favorecido pelos religiosos da natureza. Ele observou que aqueles que aderem a tais crenças normalmente respeitam "a autoridade carismática e, portanto, puramente individual" e colocam uma "forte ênfase nos caminhos individuais", o que os leva a acreditar no "valor igual de indivíduos e grupos". Em linhas semelhantes, ele também comentou sobre a "forte base experiencial" das crenças religiosas da natureza "onde a experiência pessoal é o árbitro final da verdade ou validade".

## Uso dentro da academia
Em abril de 1996, a Universidade de Lancaster, no noroeste da Inglaterra, realizou uma conferência sobre o paganismo contemporâneo intitulada "Nature Religion Today: Western Paganism, Shamanism and Esotericism in the 1990s", e que finalmente levou à publicação de uma antologia acadêmica do mesmo nome dois anos depois. Este livro, Nature Religion Today: Paganism in the Modern World, foi editado por membros do Departamento de Estudos Religiosos da Universidade, uma pós-graduada chamada Joanne Pearson e dois professores, Richard H. Roberts e Geoffrey Samuel.
Em seu estudo da Wicca, o estudioso pagão Ethan Doyle White expressou a opinião de que a categoria de "religião da natureza" era problemática de uma "perspectiva histórica" porque enfatiza apenas as "semelhanças de crença e atitude em relação ao mundo natural" que são encontradas entre diferentes religiões e, ao fazê-lo, divorcia esses diferentes sistemas de crenças de suas origens socioculturais e históricas distintas.